# 2011年デジノター事件
2011年8月29日、元政府系機関のオランダの認証局デジノター（DigiNotar）が不正アクセスを受け、SSL証明書を不正に発行していたことが明らかとなった。報道によると、デジノターは7月19日に不正アクセスを受け、531件の証明書を誤って発行していたとされる。この結果、30万人以上がパスワードを盗まれたとされる。
この事件のあと、デジノターは巨大な負債を抱えて倒産した。